# Психоневроендокринологія
Психоневроендокринологія — це клінічне дослідження коливань гормонів та їх зв'язку з поведінкою людини. Це може розглядатися з точки зору психіатрії, де при певних порушеннях настрою спостерігаються супутні нейроендокринні або гормональні зміни, що впливають на мозок. Це також може розглядатися з точки зору ендокринології, коли певні ендокринні порушення можуть бути пов'язані з негативними наслідками для здоров'я та психіатричними захворюваннями. Мозкові дисфункції, пов'язані з віссю HPA гіпоталамус-гіпофіз-вірус надниркових залоз, можуть впливати на ендокринну систему, що, в свою чергу, може спричинити фізіологічні та психологічні симптоми. Ця складна суміш психіатрії, психології, неврології, біохімії та ендокринології необхідна для всебічного розуміння та лікування симптомів, пов'язаних з мозком, ендокринною системою (гормонами) та психологічним здоров'ям. (див. нейробіологічні розлади мозку).

## Розлади

### Передменструальний синдром та передменструальний дисфоричний розлад
Передменструальний синдром (ПМС) — це складний циклічний симптокомплекс, який виникає в пізній лютеїновій фазі менструального циклу і повторюється протягом 1 або 2 днів після початку менструації. Симптоми включають, зокрема, депресію, дратівливість, занепокоєння, безсоння, здуття живота, хворобливість грудей, судоми, набряки, головні болі. У деяких жінок погіршення в кінці циклу являє собою "менструальне збільшення" (екзацербацію) основного афективного розладу. 
Передменструальний дисфоричний розлад (ПДР), важку інвалідизуючу форму ПМС, можна циклічно лікувати за допомогою гормональних оральних контрацептивів або антидепресантів, які можна застосовувати постійно або лише під час пізньої лютеїнової фази. Було виявлено, що селективні інгібітори зворотного захоплення серотоніну виявились ефективними при лікуванні ПДР. На фізичні симптоми може впливати прийом кофеїну, солі, алкоголю та нікотину, тому вживання цих речовин слід контролювати та потенційно зменшувати. Гігієнічні заходи сну, фізичні вправи, терапія релаксації та когнітивна поведінкова терапія - це все потенційно ефективні немедикаментозні стратегії для легших симптомів. Близько 5-9% жінок репродуктивного віку відповідають критеріям DSM-IV щодо ПДР. 

### Післяпологова депресія (ППД)
Післяпологові психіатричні розлади зазвичай діляться на три категорії:  
1. післяпологовий блюз
2. післяпологова депресія
3. післяпологовий психоз.

Може бути корисним уявити ці розлади вздовж континууму. 
До 85% жінок відчувають післяпологовий блюз протягом перших 2 тижнів після пологів. Симптоми включають плаксивість, лабільність настрою, дратівливість та тривожність. Ці симптоми, як правило, досягають піку між післяпологовими днями 5-7 та спонтанно ремітують протягом двох тижнів після пологів, тому активне лікування не потрібне. 
Післяпологова депресія стосується депресивного епізоду, що виникає після пологів. Попри те, що жінки можуть переживати депресію в різні моменти часу після пологів, специфіка "післяпологового настання" в DSM-IV-TR застосовується при депресії з настанням протягом перших 4 тижнів після пологів. Ризик післяпологової депресії збільшується депресією під час вагітності або анамнезом післяпологової депресії. Единбургська шкала післяпологової депресії - опитувальник для ідентифікації жінок, які мають ППД. За шкалою оцінка 12 чи більше або позитивна відповідь на питання 10 (наявність суїцидальних думок) викликає занепокоєння і вказує на необхідність більш ретельного оцінювання. 
Лікування післяпологової депресії може включати індивідуальну або групову психотерапію, медикаментозне лікування та підтримуючі втручання. Показано, що поєднання індивідуальної психотерапії (особливо когнітивної терапії) та медикаментозних препаратів є ефективною. Не існує стандартних рекомендацій щодо медикаментозної терапії. Потенційний ризик впливу на немовля антидепресантів у грудному молоці є неясним, тому у кожної пацієнтки ризик неприйому антидепресантів повинен бути збалансованим щодо ризику або не годувати грудьми, або піддавати немовля годуванню. Є деякі заспокійливі дані щодо безпеки СІЗЗС-антидепресантів, і немовлята матерів, які приймають їх, зазвичай мають низький рівень впливу медикаментів. 

### Післяпологовий психоз
Післяпологовий психоз - найважча форма післяпологового розладу психіки. Це рідкісна патологія (1-2 на 1000 породіль). Симптоми проявляються вже в перші 48-72 години після пологів. Більшість жінок розвивають симптоми протягом перших двох післяпологових тижнів. 
Симптоми включають лабільність настрою, збудження, розгубленість, дезорганізацію думки, галюцинації та порушений сон. Ризик розвитку післяпологового психозу збільшується в анамнезі біполярного розладу, попередніх епізодів післяпологового психозу, сімейного анамнезу, першої вагітності у жінки.  
Наслідки післяпологового психозу можуть бути істотними, включаючи суїцид, занедбаність немовлят та інфантицид, тому жінок із таким станом зазвичай госпіталізують. Гостре лікування включає використання стабілізатора настрою та антипсихотичних засобів, а за необхідності - бензодіазепіну для збудження. 
| Жіноча репродуктивна система | Це незавершена стаття з гінекології. Ви можете допомогти проєкту, виправивши або дописавши її. |